# Martin Krampelj
Martin Krampelj (ur. 10 maja 1995 w Lublanie) – słoweński koszykarz, występujący na pozycjach silnego skrzydłowego lub środkowego, reprezentant tego kraju, obecnie zawodnik MKS-u Dąbrowa Górnicza.
W 2019 reprezentował Denver Nuggets, podczas rozgrywek letniej ligi NBA.
17 lipca 2020 dołączył do GTK Gliwice. 9 października opuścił klub. 15 października został zawodnikiem klubu Ilirija Lublana, występującego w II lidze słoweńskiej (2. SKL). 20 września 2022 zawarł umowę z MKS-em Dąbrowa Górnicza.

## Osiągnięcia
Stan na 20 lutego 2023, na podstawie, o ile nie zaznaczono inaczej.

### NCAA
- Uczestnik:
  - turnieju NCAA (2017, 2018)
  - ćwierćfinałów turnieju National Invitation Tournament (NIT – 2016, 2019)
- Creighton Athletics Comeback Kid (2019)
- Zaliczony do:
  - I składu All-Academic Team Big East (2016, 2017, 2018)
  - składu honorable mention All-Big East (2019)
  - NABC Honors Court (2018)
- Lider konferencji Big East w skuteczności rzutów z gry (2019 – 59,2%)

### Indywidualne
- Zaliczony do I składu kolejki TBL/EBL (1, 2 – 2020/2021, 8 – 2022/2023)[9][10][11]
- Uczestnik konkursu wsadów EBL (2023)[12]

### Reprezentacja
- Uczestnik:
  - kwalifikacji do Eurobasketu (2020)
  - mistrzostw Europy U–18 (2012 – 10. miejsce)